# آل شيخ (لودر)

تعديل مصدري - تعديل

آل شيخ هي إحدى قرى عزلة زارة بمديرية لودر التابعة لمحافظة أبين، بلغ تعداد سكانها 213 نسمة حسب تعداد اليمن لعام 2004.